# Wolfgang Blaschke
Wolfgang Blaschke (* 1967 in Güstrow) ist ein deutscher Museologe, Archivar und Buchautor, der regelmäßig zu stadt- und regionalgeschichtlichen Fragen publiziert.

## Leben
Wolfgang Blaschke absolvierte eine Ausbildung zum Archivassistenten am Stadtarchiv Berlin. Ein Museologiestudium schloss er in Leipzig bei Frank-Dietrich Jacob ab. An der FU Berlin studierte er Geschichte und Kunstgeschichte mit dem Abschluss als Magister artium (M.A.) bei Gerd Heinrich und Dietrich Kurze. Er leitete von 1995 bis 2010 das Museum in Angermünde und von 2014 bis 2020 die Städtischen Museen (Erzgebirgsmuseum, Frohnauer Hammer und Manufaktur der Träume) in Annaberg-Buchholz. Blaschke hat im Rahmen der Landesausstellung Berlin-Brandenburg „Preußen 2001“ im Bereich „Militär“ mitgewirkt. Seit Januar 2021 ist er Leiter des Stadtarchivs Annaberg-Buchholz.

## Publikationen (Auswahl)
- (mit Eva Blaschke): Von Annaberg nach Oberwiesenthal: Eine historische Bilderreise durch das Obererzgebirge. Sutton Verlag GmbH, 2018 ISBN 978-3-95400-953-4.
- Annaberg-Buchholz: Die Bergstadt in historischen Fotografien. Sutton Verlag GmbH, 2017 ISBN 978-3-95400-818-6.
- Reformation in der Sedes Angermünde – Frömmigkeitsfragen in Spätmittelalter und früher Neuzeit. In: Jahrbuch für Berlin-Brandenburgische Kirchengeschichte 71 (2017). ISBN 978-3-88981-436-4.
- Angermünde Franziskaner. In: Heinz-Dieter Heimann, Klaus Neitmann, Winfried Schich: Brandenburgisches Klosterbuch. Berlin: Be.Bra Wissenschaft, 2007 ISBN 978-3-937233-26-0.
- (mit Ingo Nagel): Angermünde und Umgebung. Sutton, 2006 ISBN 978-3-86680-021-2.
- Angermünde und das Umland zur Zeit des Dreißigjährigen Krieges. In: Historia in Museo. Hrsg.: Volker Schimpff und Wieland Führ, Beier & Beran, Langenweissbach 2004, ISBN 3-930036-94-0.
- (mit Reinhard Schmook): Beiträge zur uckermärkischen Kirchengeschichte. Arbeitsgemeinschaft für uckermärkische Kirchengeschichte, 2003, ISBN 978-3-933603-23-4
- (mit Ingo Nagel): Angermünde, Tor zur Uckermark. Sutton, 2002 ISBN 3-89702-416-0.
- Städtebuch Brandenburg und Berlin. Hrsg.: Evamaria Engel u. a. Stuttgart; Berlin; Köln: Kohlhammer 2000, ISBN 3-17-015388-9.
- Frankfurt an der Oder. In: Wolfgang Behringer, Bernd Roeck: Das Bild der Stadt in der Neuzeit, 1400 – 1800. München 1999.
- 700 Jahre Franziskanerkloster zu Angermünde. Begleitheft zur Ausstellung 1999/2000 in der Klosterkirche, Angermünde 1999.
- Wolfgang Blaschke (Hrsg.): Ehm Welk zum 125. Geburtstag. Mit Beiträgen zu den Veranstaltungen am 30./31. August in Angermünde / Redaktion: Wolfgang Blaschke, Judith Granzow, Lutz Libert. Angermünde: Ehm-Welk- und Heimatmuseum, 2010.